# Colletes michaelis
Colletes michaelis är en biart som beskrevs av Cockerell 1936. Colletes michaelis ingår i släktet sidenbin, och familjen korttungebin. Inga underarter finns listade i Catalogue of Life.